# Ruth Moufang
Ruth Moufang (Darmstadt, 10 gennaio 1905 – Francoforte sul Meno, 26 novembre 1977) è stata una matematica tedesca, nota per i suoi studi pionieristici sulla geometria proiettiva e sull'algebra non associativa, che portarono alla definizione di strutture algebriche note come loop di Moufang e piani di Moufang.

## Biografia
Ruth Moufang nacque a Darmstadt il 10 gennaio 1905 in una famiglia borghese; suo padre era il chimico industriale Eduard Moufang.
Studiò matematica all'Università di Francoforte, dove ebbe come mentore Max Dehn, con il quale si addottorò nel 1931 discutendo una tesi sulla geometria proiettiva. Il titolo della tesi era Die projektiven Ebenen mit einer bestimmten Gruppe von Kollineationen.
Nel 1932 ottenne una borsa di studio che le permise di trascorrere un anno a Roma, presso l'Istituto Nazionale di Alta Matematica, dove venne in contatto con la scuola italiana di geometria.
Nel 1937 conseguì l’abilitazione alla libera docenza (venia legendi), diventando la prima donna in Germania a ottenerla in matematica dopo Emmy Noether e Grete Hermann. Tuttavia, le fu negato il diritto di insegnare a causa della legislazione del regime nazista, che ostacolava l’avanzamento delle donne nel mondo accademico.
Nel frattempo lavorò per la società Krupp a Essen, dove applicò metodi matematici alla teoria dell’elasticità, contribuendo allo sviluppo industriale bellico.
Dopo la Seconda guerra mondiale, nel 1946, fu finalmente riammessa all’Università di Francoforte come docente. Nel 1957, fu nominata professoressa ordinaria, divenendo la prima donna a ottenere una cattedra di matematica presso quell’università.

## Contributi scientifici
Ruth Moufang è ricordata soprattutto per aver esteso la geometria proiettiva oltre i confini tradizionali, studiando strutture dove alcune delle leggi classiche non valgono, ma che mantengono proprietà fondamentali.
In algebra, un loop di Moufang è una struttura simile a un gruppo, ma non necessariamente associativa, che soddisfa particolari identità algebriche. Tali loop emergono naturalmente nello studio delle algebre alternative, come i numeri di Cayley e le algebre di Ottetti.
Moufang sviluppò anche una teoria dei cosiddetti piani di Moufang, una classe di piani proiettivi caratterizzati da una forma "generalizzata" del teorema di Desargues, che possono essere coordinatizzati mediante un'algebra alternativa invece che da un campo.

## Eredità e riconoscimenti
La figura di Ruth Moufang è oggi celebrata da varie istituzioni accademiche. Il Dipartimento di Matematica della TU Darmstadt assegna annualmente i Premi Ruth Moufang, destinati a giovani studiose che si distinguono nella ricerca matematica.
Inoltre, il CRC 326 GAUS ha istituito le Ruth Moufang Lectures, una serie di conferenze tenute da esperti internazionali nel campo della geometria aritmetica.
Nel Mathematics Genealogy Project è possibile rintracciare la sua genealogia accademica, che la collega direttamente a Max Dehn e a una lunga tradizione matematica tedesca.